# Datas
Datas è un comune del Brasile nello Stato del Minas Gerais, parte della mesoregione di Jequitinhonha e della microregione di Diamantina.